# Наруто
Наруто (яп. ナルト, англ. Naruto) — манґа та аніме-серіал, створений і намальований манґакою Масаші Кішімото.
Вперше манґа опублікована у 1999 році у 43-му томі японської версії журналу Shonen Jump. Том 36 манґи «Наруто» розійшовся більше, ніж 71-мільйонним тиражем у Японії. З 22 лютого 2008 року Viz Media публікує переклад манґи англійською мовою в американській версії журналу Shonen Jump. «Наруто» став найбільшим і найпродаванішим бестселером Viz Media.
Перші серії аніме «Наруто», створені Studio Pierrot і Aniplex, були показані на японському телеканалі TV Tokyo 3 жовтня 2002 року, і продовжували там виходити до завершення серіалу «Наруто: Ураганні хроніки» 23 березня 2017.
Ліцензоване компанією «Viz Media», яка здійснює трансляцію аніме-серіалу у Північній Америці, «Наруто» вперше з'явився на каналі Cartoon Network у США 10 вересня 2005 року та в Канаді 16 вересня на каналі YTV. «Наруто» почав транслюватися у Великій Британії на телеканалі Jetix 22 липня 2006 року. В Австралії «Наруто» почав транслюватися з 12 січня 2007 року. Частина другого серіалу «Naruto: Shippūden» («Наруто: Ураганні хроніки») транслювалася також з 15 лютого 2007 року на японському телеканалі TV Tokyo.
Головним героєм є Наруто Узумакі — шумний, гіперактивний, непередбачуваний юний ніндзя, який постійно намагається здобути повагу інших та мріє стати Хокаґе — лідером селища ніндзя, визнаним найкращим і наймудрішим з-поміж усіх.

## Світ
Події всієї серії «Наруто» розгортаються у вигаданому світі, який соціально-політичною структурою нагадує феодальну Японію. Невеликі за розміром держави в ньому діють і розвиваються як самостійні одиниці, керовані феодалами-дайме. Какурезато (隠れ里, «Приховані селища») — селища шинобі, що складають військову міць своїх країн. Такі селища продовжують традицію, навчаючи жителів мистецтву ніндзя. Їх відправляють на різноманітні місії, за виконання яких селище отримує гроші. Щоб отримувати постійний дохід, у воєнний час селища надають своїх шинобі як солдатів. Правителі п'яти великих селищ шинобі знані як Каґе (影, «Тінь»).
Рівень розвитку технологій у світі «Наруто» дуже суперечливий: з одного боку, у розпорядженні героїв є сучасні камери спостереження і передавачі, з іншого — прогрес практично не зачіпає військову сферу, де повністю відсутня вогнепальна зброя і бойові машини, навмисно виключені автором з оповідання. Персонажі покладаються на сюрікени, кунаї, мечі і власні спеціальні здібності, які включають використання чакри — магічної енергії і жестів для її контролю — печаток. Використання чакри підпорядковується суворим правилам, які Кішімото запровадив для того, щоб мати можливість легко пояснювати повороти сюжету. Автор висловлював побоювання, що чакра і складання печаток, заснованих на запозичених з Китаю знаках зодіаку, роблять манґу «занадто японською», проте сам він задоволений нею.

## Сюжет
За дванадцять років до початку основних подій серіалу демон Дев'ятихвостого Лиса (Кюбі) напав на Коноху (Селище Схованого Листа), що знаходиться в країні Вогню. Монстр був настільки могутній, що міг руйнувати гори та створювати цунамі помахом хвоста. Але наймогутніший ніндзя селища — Четвертий Хокаґе — пожертвував власним життям і запечатав половину чакри демона у своєму новонародженому сині, Наруто Узумакі, а іншу — віддав на поглинання Богові Смерті. Четвертий Хокаґе, який вважався героєм, хотів, аби жителі Конохи вважали героєм і Наруто, який зберіг селище від знищення.
Однак, жителі Конохи, почали ставитися до Наруто як до хлопця, який містить у собі руйнівну силу, яка здатна знищити селище. І хоча наказ, даний Третім Хокаґе про заборону обговорювати Дев'ятихвостого Лиса не дозволяв людям відкрито говорити про це, все ж до Наруто вони ставилися негативно та ігнорували його. Діти, дотримуючись прикладу батьків, також ставилися до Наруто доволі холодно, відчуваючи, що він відрізняється від них. Тому Наруто вирішив стати Хокаґе, щоб люди визнали його, перестали ігнорувати та почали поважати. Саме ця мета і рухає малим Наруто, який ріс самотньо, без батьків, друзів, розуміння і турботи.
Але все змінилося, коли Наруто склав екзамени в Академію ніндзя. Тоді він вперше використав надзвичайно складну техніку — джитсу тіньових клонів, захищаючи свого улюбленого вчителя — Іруку Уміно — від зрадника Міцукі, який намагався за допомогою Наруто викрасти Сувій печаток Хокаґе. Відтоді в Наруто з'явилася людина, яка повірила в нього. Сам Ірука зробив Наруто ніндзя, після чого Наруто став на крок ближче до своєї мети.

Команда № 7. Зліва направо: Саске Учіха, Сакура Харуно, Наруто Узумакі та їхній сенсей Какаші Хатаке

Найголовніший момент історії починається, коли Наруто стає ґеніном і вступає в команду № 7, що складається з нього, Саске Учіхи — найталановитішого молодого випускника Академії, та Сакури Харуно — найкращого знавця теорії. Сенсеєм (вчителем) команди призначений Какаші Хатаке — один з найсильніших ніндзя Конохи. Наруто потрапив у цю команду через те, що, на противагу найкращим студентам, завжди був останнім серед студентів, і більше запам'ятався вчителям як хуліган-двієчник. У цій команді Наруто знаходить друзів, переживає найщасливіші моменти свого життя, надзвичайно прогресує як ніндзя, а також вперше відчуває гіркоту втрати найкращого друга.
Згодом, окрім головних героїв, на перший план виходить і решта персонажів. Всі вони так чи інакше пов'язані з Наруто, вони навчають його і самі вчаться у нього. Також є вороги, противники Наруто, які намагаються вбити молодих ніндзя і зашкодити Коносі.
У наступних серіях описано екзамен для підвищення у званні до рівня чуніна. Там молодим ґенінам доводиться показувати командну роботу і ризикувати життям заради близьких людей. Під час цього турніру на Коноху нападає Орочімару — злочинець класу S. Він вбиває Третього Хокаґе, і завдає руйнації селищу. Згодом у серіалі з'являються нові супротивники — кримінальна організація «Акацукі», яка полює на всіх Хвостатих Демонів, один з яких є всередині Наруто.
Через деякий час після вказаних подій Саске вирішив покинути Коноху, щоб отримати достатньо сили для помсти своєму брату Ітачі Учіха — вбивці його батьків. Наруто, який став найкращим другом Саске, вирушає зупинити його. Однак йому це не вдається. На сумній ноті розлуки та прощання з другом і закінчується манґа, однак далі серіал продовжує виходити у формі філерів, не орієнтуючись на манґу. Закінчується перша частина тим, що Наруто вирушає у подорож разом за своїм новим сенсеєм Джираєю, аби набратися сили.
Друга частина манґи починається з 28 тому, де описуються події, що відбуваються через два з половиною роки після першої частини. Головному героєві вже 16 років. Після тренувань з Джираєю Наруто повертається до Конохи та возз'єднується з друзями, що вже вельми подорослішали. Першою звісткою для Наруто є лихо, що сталося у Селищі Прихованого Піску — його друг Ґаара був викрадений злочинною організацією Акацукі та біджу з нього був вилучений. Ляльковик Сасорі (відступник з Селища Прихованого Піску) та Дейдара (терорист-підривник та відступник з Селища Прихованого Каменю) організовують це викрадення. Канкуро, брат Ґаари, намагається перешкодити цьому, але ледь не помирає після сутички з Сасорі. Команда Какаші разом з однією зі старійшин Селища Прихованого Піску — бабусею Чіо, знаходять ворогів з Акацукі та вступають в бій з Дейдарою та Сасорі. З великими труднощами вони перемагають. Після повернення до Конохи команда № 7, що раніше складалася з Наруто, Саске і Сакури, переформовується. Тепер вона називається «Команда Какаші», а місце Саске в ній займає інший молодий ніндзя — Сай. Він є вельми неговірким, та є одним з довірених ніндзя одного з відгалужень АНБУ — «Кореня», доволі праворадикальної групи під головуванням старійшини, на ім'я Шимура Данзо. Разом вони отримують важливу місію з захоплення шпигуна, про якого Сасорі розповів Сакурі. Сай же має власну таємну мету — вбити Учіху Саске. Врешті-решт, після численних сутичок з Кабуто та Орочімару, їм вдається знайти Саске, але той відмовляється повертається з ними назад до Конохи. Перш ніж Ямато встигає організувати спільний напад, Орочімару, Кабуто та Саске тікають.
Наруто вирішує опанувати складну техніку, яку не зміг розвинути навіть Четвертий Хокаґе, Мінато. Його вчитель розробляє для нього спеціальне тренування, з комбінації форми та природи чакри для створення нової техніки. Наруто посилено тренується, щоб стати сильнішим та повернути Саске. До них доходять чутки, що двоє інших членів Акацукі — Хідан та Какузу захоплюють Двохвостого джинчюрікі — Юґіто Ні, а також вчиняють розбійний напад на храм на землях Вогню, щоб викрасти Чиріку — одного з найголовніших монахів-буддистів та колишнього члена Дванадцятки Елітних Оберегів. Злочинці перемагають у сутичці та один з виживших монахів розповідає про напад Хокаґе. Місія з ліквідації злочинців, що складалася з Асуми, Шикамару, Ізумо та Котецу, а також декількох інших загонів, вирушає на пошуки напарників. Асума, Шикамару, Ізумо та Котецу, знаходять двійку та починається сутичка, яка призводить до смерті Асуми. Решту вберегло від смерті лише підкріплення, що прибуло в останню мить. Команда Асуми вирішує помститися за смерть свого сенсея та вирушає на пошуки Хідана та Какузу разом з Хатаке Какаші. Після тривалої сутички Какузу гине від рук Наруто, який використав свою новоспечену Техніку Штормового Сюрікена, а Хідан — безпосередній вбивця Асуми, був похований живцем під землею від рук Шикамару.
Новим завданням для Конохи стає запечатування біджу — трьоххвостого, якого прагнуть захопити люди Орочімару. Наруто відтреновує свою сумісність з жабами та вирушає разом з Саєм, Сакурою та Ямато та підкріпленням з двох інших команд сівоїх однокласників для забезпечення охорони команди запечатування, яка повинна нейтралізувати загрозу потрапляння Трьоххвостого до рук Орочімару. Головними суперниками ніндзя Конохи стають кришталевий ніндзя Ґурен та хлопчик Юкімару, якого використовують як знаряддя для контролю звіра. Як послідовники Орочімару, так і ніндзя Конохи не отримують контроль над Трьоххвостим, тому його пізніше захоплюють члени переформатованої команди з Акацукі — Дейдара та новачок на ім'я Тобі.
Провідну роль супротивників Наруто і його друзів займає організація Акацукі, члени якої прагнуть захопити всіх хвостатих демонів, включаючи Дев'ятихвостого, ув'язненого всередині Наруто. Тим часом Саске, вважаючи подальше навчання в Орочімару безглуздим, зраджує його і вбиває. Відшукавши свого старшого брата, щоб помститися за знищення свого клану, вступає з ним у бій, під час якого Ітачі несподівано падає замертво. Після цього лідер Акацукі, Тобі, повідомляє Саске правду про те, що вбивство клану було доручено Ітачі безпосередньо керівництвом Конохи. Розлючений цим відкриттям, Саске приєднується до Акацукі з метою знищити Коноху. Тим часом, за наказом Тобі члени Акацукі атакують Коноху. Ціною великих зусиль жителям Конохи вдається відбити напад, проте саме селище виявляється практично повністю зруйноване. На раді Каґе — лідерів найбільших селищ ніндзя — Тобі заявляє, що збирає хвостатих демонів заради відтворення Десятихвостого Біджу і створення могутньої ілюзії, здатною контролювати людство. Коли керівники інших селищ відмовляються допомагати Тобі, він оголошує про початок Четвертої світової війни ніндзя. У відповідь на це п'ять найбільших країн створюють альянс, на чолі якого стає Райкаґе, і об'єднують армію шинобі, головнокомандувачем якої стає Кадзекаґе Ґаара.
За рішенням ради, Наруто і Кіллера Бі, джінчурікі восьмихвостого, відправляють на острів-черепаху в Країні Блискавки, задля того, щоб уберегти їх від Акацукі. У цей момент розпочинаються військові дії. На острові Кіллер Бі навчив Наруто контролювати свого Біджу — Дев'ятихвостого.
Тобі викрадає у мертвого Наґато Ріннеган — одне з трьох великих додзюцу (додзюцу — «сила очей»), а також вбиває колишню учасницю Акацукі Конан. На сторону Акацукі також пристає Якуші Кабуто, колишній учень Орочімару, який зазнав мутації тіла внаслідок паразитичних клітин уже мертвого учителя, які сам Кабуто собі й пересадив. Також Кабуто вдосконалив техніку Другого Хокаге Тобірами Сенджу — Едо Тенсей (Нечестиве воскресіння). Починаються бої між сторонами: на стороні Акацукі б'ються численні клони Зецу і призвані Якуші Кабуто за допомогою Едо Тенсей померлі ніндзя, а на стороні альянсу — шинобі п'яти країн.
Тим часом воскреслі члени Акацукі — Дейдара і Сасорі під контролем того таки Кабуто, нападають на острів-черепаху, аби захопити Восьмихвостого і Дев'ятихвостого. Це їм не вдалося, але у полон потрапив капітан Ямато. Трохи згодом, ще один член Акацукі — Кісаме Хошігакі вступає в бій з Майто Гаєм, але зазнає поразки та не бажаючи потрапити в полон, вчиняє самогубство.
Наруто та Кіллер Бі покидають острів і вирушають на війну. В той самий час всі п'ять каґе, лідери селищ, б'ються проти призваного Кабуто другого Мідзукаґе і Мадари Учіхи. Всі здивовані — хто ж тоді ховається під маскою Тобі (адже він називав себе Мадарою Учіхою)?
Наруто вступає в бій з воскреслим Третім Райкаґе, який був відомим своєю надлюдською витривалістю. Поговоривши з Восьмихвостим, який колись бився з Третім Райкаґе, Наруто придумав тактику для бою. Дотримуючись її, хлопець зумів ранити воскреслого. Не гаючи ні хвилини, Третього Райкаґе було запечатано. Одразу Наруто вирушив до Бі.
У бою з Мадарою, усі 5 Каґе зазнали дуже важких поранень. Перебуваючи на межі життя та смерті, Цунаде викликає Кацую, яка починає заліковувати рани лідерів селищ. До Цунаде прибуває Орочімару разом з командою Така (без Саске). Він допомагає Цунаде і решта Каґе, а затім вирушає до свого сховища. Там він воскрешає чотирьох Хокаґе, які вирушають на поле бою.
Наруто і Бі вступають в бій з Тобі і його «новими шляхами Пейна» — шістьма поверненими до життя джінчурікі. Бі перетворюється на Восьмихвостого, а Наруто входить в Режим Чакри Дев'ятихвостого, який опанував на острові-черепасі. До двох джінчурікі приєднуються Какаші та Гай. У бою Наруто звільнює від контролю Тобі шістьох Біджу і дізнається всі їхні імена.
Тобі одразу запечатує всіх Біджу в Гедо Мазо. Невдовзі до нього приєднується Мадара. Наруто вдається розбити маску Тобі. Ним виявився друг дитинства Какаші — Обіто Учіха. Він розповідає, що його врятував Мадара і залишив інструкції для його воскресіння. На запитання Какаші, як він став таким, Обіто відповів, через смерть Рін — дівчини в яку він був закоханий. Обіто і Мадара запечатали частини чакри Гьюкі та Курами в Гедо Мазо, завдяки чому змогли воскресити Десятихвостого (Джубі). Четверо Хокаґе утворили бар'єр, аби захистити Альянс. Завдяки бар'єру вони відбили одну з Бомб Хвостатого. Згодом Обіто стає джінчурікі Десятихвостого та отримує неймовірну силу. У битві, Саске та Наруто вдається завдати сильного удару Обіто, втім бажаного результату це не принесло. Згодом, джінчурікі Десятихвостого стає Мадара. З ним у бій вступає Майто Гай, який відкрив 8 Ворота Смерті. Після бою, тіло Гая почало розсипатися, але Наруто встиг врятувати джоуніна Конохи від смерті. Саске і Наруто продовжують битву з Мадарою. Під час битви, Мадара витягнув з Наруто Кураму. Обіто, який перейшов на бік Альянсу переніс в Камуї Сакуру і Наруто. Запечатавши в Наруто іншу половину Курами, Обіто врятував йому життя і переніс на поле бою. Тоді, Чорному Зецу вдається заволодіти тілом Обіто, і він разом з Джінчурікі Десятихвостого повертається в реальний світ. Після короткої сутички з командою № 7, Мадарі вдається активувати Вічне Цукуйомі. Але вияснюється, що Чорний Зецу — втілення волі Каґуї Оуцуцукі, і використавши тіло Мадари він воскрешає свою «матір». Згодом, Наруто і Саске у своїй свідомості зустрічаються з Хаґоромо Оуцуцукі — Мудрецем Шести Шляхів, а також сином Каґуї. Він наділяє хлопців новою силою — Наруто — Режим Мудреця Шести Шляхів і печаттю Сонця, а Саске — Ріннеґаном і печаттю Місяця. Каґуя починає битву з Командою № 7 та Обіто. Переміщуючи їх поміж вимірами, Каґуя загнала героїв в глухий кут. У вимірі сильної гравітації Обіто захищаючи Какаші, загинув. Залишивши свою чакру Какаші, Обіто дав можливість своєму другові використовувати два Мангекью Шарінгана, а також Абсолютне Сусаноо. Завдяки командній роботі, Команді № 7 вдається запечатати Каґую, тим самим завершити війну. Завершується манга весіллям Наруто і Хінати. У Хінати та Наруто народилося двоє дітей — син Боруто та дочка Хімаварі, у Сакури та Саске — дочка Сарада, в Іно та Сая — син Іноджин, у Рока Лі — син Метал Лі. Саме діти головних героїв аніме та манґи «Наруто» стали головними героями «Боруто».

## Сюжетні арки

### Наруто (1 сезон)
1. «Вступ - Країна хвиль»
2. «Екзамен на звання чуніна»
3. «Знищення Конохи»
4. «В пошуках Цунаде»
5. «Країна Чаю»
6. «Місія з повернення Саске»
7. «Розвідка в Країні Рисових Полів»
8. «Стеження за Міцукі»
9. «Пошук Бікочу»
10. «Знищення родини Куросукі»
11. «Місія захоплення Госункугі»
12. «Знищення проклятого воїна»
13. «Місія захоплення Кайми»
14. «Розкопки схованого золота»
15. «Охрона Зірки»
16. «Супровід торговців»
17. «Третій Великий Звір»
18. «Коноха планує перехват місії»
19. «Порятунок Курами»
20. «Супровід Марутецу»
21. «Пошук спогадів Менми»
22. «Допомога селищу Схованого Піску»

### Наруто: Ураганні хроніки (2 сезон)
1. Повернення до Конохи;
2. Сутичка з Ляльководом Сасорі;
3. Шпигун на мосту Тенші;
4. Вторгнення Акацукі до землі Вогню;
5. Битва з Хіданом та Какузу;
6. Битва з Орочимару за Трьохвостого;
7. Переродження Саске та кінець Орочимару;
8. Поєдинок між Саске та Ітачі;
9. Поєдинок між Джираєю та Пейном;
10. Напад Пейна на Коноху;
11. Зібрання Каґе (лідерів селищ);
12. Місія Наруто на секретному острові;
13. Початок Четвертої війни шинобі;
14. Сутички з оживленими ніндзя Кабуто;
15. Поява Мадари Учіхи;
16. Інша форма Тобі;
17. Активація проєкту «Місячне Око»;
18. Битва за майбутнє з Каґуєю;
19. Остання сутичка між Наруто та Саске;
20. Післявоєнний світ шинобі.

## Персонажі

Саске Учіха

Какаші Хатаке

Сакура Харуно

«Наруто» має величезну кількість різноманітних персонажів, кожен з яких дуже добре описаний і розкритий. Всі персонажі пов'язані між собою. Прогрес особистостей проявляється як у розвитку навичок ніндзя, так і у зміцненні дружби між собою.

Наруто Узумакі

Наруто Узумакі (яп. うずまきナルト) — головний герой. Гіперактивний, енергійний, цілеспрямований, прямолінійний і щирий хлопець, що завжди готовий врятувати своїх друзів. Обожнює рамен. Закоханий в юності у Сакуру. Багато говорить (часто дурниці). Наділений здатністю подружитися з будь-ким і поліпшувати оточення. Є носієм Дев'ятихвостого Лиса.
Сейю: Такеуті Дзюнко
Саске Учіха (яп. うちはサスケ) — найкращий друг Наруто і його незмінний суперник. Належить до наймогутнішого клану Конохи. Володіє доджитсу клану — шарінґаном. Його дитинство позначене страшною психологічною травмою, через яку Саске частково замкнувся у собі. Але в команді № 7 він знайшов собі друзів і силу боротися за дорогих йому людей. Надзвичайно талановитий молодий ніндзя.
Сейю: Суґіяма Норіакі
Какаші Хатаке (яп. はたけカカシ) — сенсей команди № 7. Надзвичайно сильний шинобі. Постійно запізнюється, придумуючи безглузді виправдання. Суворий і вимогливий, але дуже турботливий і відданий команді. У лівому оці має шарінґан — Кеккей ґенкай клану Учіха (їхню спадкову силу), отриманий від Обіто Учіхи.
Сейю: Іноуе Кадзухіко
Сакура Харуно (яп. 春野サクラ) — єдина дівчина в команді № 7. Добра і мила, однак невпевнена в собі. Будучи найслабшою в команді, часто проявляє велику силу духу, допомагаючи друзям. Закохана в Саске, але він не відповідає їй взаємністю. Натомість Наруто закоханий у Сакуру.
Сейю: Накамура Чійо

### Біджу
1. Однохвостий (Шикаку — 守鶴)
2. Двоххвостий (Мататабі — 又旅)
3. Трьоххвостий (Ісобу — 磯撫)
4. Чотирьоххвостий (Сон Ґоку — 斉天大聖孫悟空)
5. П'ятихвостий (Кокуо — 穆王)
6. Шестихвостий (Сайкен — 犀犬)
7. Семихвостий (Чомей — 重明)
8. Восьмихвостий (Ґюкі — 牛鬼)
9. Дев'ятихвостий (Курама — 九喇嘛)
10. Десятихвостий, об'єднана форма сил усіх дев'яти хвостатих (Джюбі — 十尾)

## Історія створення
«Наруто» є першою великою роботою Масаші Кішімото. 1995 року він отримав «Hop Step Award» (яп. ホップ ☆ ステップ 賞, Хоппу сутеппу се:), премію журналу «Shonen Jump» для молодих авторів, але протягом кількох наступних років його ідеї для майбутніх робіт відхилялися редакцією журналу. Зрештою Кішімото вирішив намалювати історію про свою улюблену страву — рамен. «Первісна версія манґи була цілком присвячена секретним інгредієнтам локшини, але після „невеликої“ редакції вона перетворилася на „Наруто“», — розповів Кішімото.
Під такою назвою окрема коротка манґа Кішімото була опублікована в журналі «Akamaru Jump» у серпні 1997 року. За сюжетом цієї ранньої роботи, дев'ять друзів перемогли дев'ятихвостого лиса-демона, а єдиний що вижив з них тепер доглядає за сином лиса — хлопчиком, на ім'я Наруто Узумакі. Ровесники ігнорують Наруто, він відповідає їм взаємністю і мстить за образи своїми жорстокими витівками, ще більше відштовхуючи людей. Його наставник, бачачи, що в Наруто немає друзів, і розуміючи їх важливість для дитини, дає завдання — привести одного друга, якому Наруто може довіритися. Той безцільно бродить містом у пошуках потенційних друзів і, випадково зустрівши п'яного художника Куроду, відводить його додому. У майстерні Куроди його асистент Такаші Такано показує Наруто картину, яку реставрує Курода в цей час, — «Символ» знаменитого майстра Сабуро. Усі настільки побоюються викрадення картини з майстерні, що навіть приставляють до неї поліцейського. Проте вночі асистента Такаші вбивають, а картину крадуть. Підозра падає на Наруто. Той вмовляє Куроду йому довіритися, запевняє, що не крав «Символ», і обіцяє знайти справжнього злочинця. Наруто розслідує злочин і заходить у квартиру поліцейського, який охороняв картину. Там він відчуває запах полотна (нюх його куди гостріше, ніж у звичайних людей) — і розкриває злочинну змову захисників правосуддя. Курода стає першим другом Наруто.
Світ цієї короткої манґи більше схожий на сучасний, ніж у пізній версії «Наруто», — люди одягнені в сучасний одяг, їздять на автомобілях, поліцейські використовують вогнепальну зброю. Єдині, хто застосовують техніки ніндзя, — сам Наруто Узумакі і його наставник, воїн, який вижив після битви з Дев'ятихвостим демоном. Результати опитування серед читачів журналу показали, що історія була зустріта з дуже великим інтересом, але сам Кішімото залишився незадоволений роботою, вважаючи ілюстрації погано виконаними, а сюжет — донезмоги заплутаним. У той час він працював над манґою «Karakuri», яка й завоювала свого часу «Hop Step Award». Кішімото зробив велику кількість начерків для «Karakuri», але так і не був ними задоволений, тому вирішив зайнятися новим проєктом, що в кінцевому підсумку вилилося у створення багатотомної версії «Наруто».
У своїх інтерв'ю Кішімото нерідко розповідав про процес створення манґи. Наприклад, навколишнє оточення у світі «Наруто», за його словами, було придумане спонтанно, без довгих роздумів. Втім, автор визнавав, що при малюванні села Конохи, одного з основних місць подій манґи, він брав за зразок ландшафт своєї рідної префектури Окаяма в Японії. У процесі створення персонажів Кішімото у пошуках натхнення звертався до різноманітної манґи для юнаків (сьонен), проте намагався, щоб його герої були за можливості несхожими на інших. Поділ на команди було зроблено спеціально, щоб кожен загін наділити унікальними властивостями. Кішімото планував кожному члену загону придумати власні унікальні таланти та вразливі сторони. Що ж до завершення манґи, то Кішімото ще в 2006 році заявляв, що у нього є думки з приводу останньої глави, включаючи сюжет і текст. Автор, однак, зазначав, що на завершення може піти багато часу, бо є ще багато проблем, які потрібно вирішити у процесі розповіді.

## Манґа
Перша глава манґи опублікована в листопадовому номері журналу «Shonen Jump» у 1999 році. Початкові 238 глав складають першу частину і розповідають про початок пригод Наруто; глави з 239-ї до 244-ї знані як «гайден» і оповідають про минуле персонажа Какаші Хатаке; усі наступні глави належать до другої частини. У США «Наруто» з 2003 року видається видавництвом Viz Media, причому певний проміжок часу манґа публікувалася у прискореному темпі, щоб наздогнати японських видавців.
Станом на березень 2025 вийшло 72 танкобони, з яких 27 складають першу частину сюжету. Перший танкобон виданий 3 березня 2000 року. Крім того, видавництво «Shueisha» випустило кілька томів ані-манґи, заснованої на повнометражних анімаційних фільмах, і розмістило на своєму сайті Shueisha Manga Capsule варіант «Наруто», доступний для завантаження на мобільний телефон.

### Популярність
«Наруто» користується великим комерційним успіхом як в Японії, так і в інших країнах світу. На батьківщині, станом на грудень 2008 року, було продано понад 89 млн копій манґи, а у 2008 році понад 1 млн одного тільки 43-го тому, завдяки чому «Наруто» посів дев'яте місце в списку найпродаванішої манґи Японії. Томи 41, 42 та 44 також потрапили до списку бестселерів, хоча і розійшлися меншим тиражем. 2008 року загальна кількість проданих в Японії примірників склала 4 261 054 копій, а манґа стала другою в списку бестселерів. Не менш успішним виявився 2009 рік: за перші пів року «Наруто» посів 3-тє місце в списку найпродаванішої в Японії манґи, 45-й том розійшовся тиражем понад 1 млн копій, а 46-й том — понад 850 тис. копій. У квітні 2010 року компанією «Shueisha» було зроблено заяву, згідно з якою продано понад 100 млн копій «Наруто», таким чином, ця манґа опинилася на п'ятому місці в списку найуспішніших видань компанії за всю історію — після «Kochikame», «Dragon Ball», «Slam Dunk» і «One Piece».
У США манґа увійшла до списку бестселерів поряд з такими книгами, як «Мемуари гейші» та «Код да Вінчі». Десять відсотків всієї проданої у 2006 році манґи припали на «Наруто». Сьомий том, виданий Viz Media у 2006 році, став першою манґою в історії, що здобула премію Quill Awards у номінації «Найкращий графічний роман». У переліку книг загальнонаціональної американської газети «USA Today» 11-й том «Наруто» довгий час посідав місце найпродаванішої манґи у списку, доки його не випередив 28-й том, що піднявся на 17-у сходинку у перший тиждень після публікації в березні 2008 року і звернув на себе увагу оглядачів дуже швидким зростанням продажів. Пошуковий запит «Naruto» у системі Yahoo! посів четверте місце в рейтингу найпопулярніших пошукових слів 2007 року і сьоме місце — у 2008 році. Поряд з іншими найпопулярнішими сучасними творами, «Наруто» міститься в колекції Кіотського міжнародного музею манґи.

## Аніме-серіали

### Наруто
Прем'єра аніме-версії «Наруто» в Японії відбулася 3 жовтня 2002 року на телеканалі TV Tokyo. Режисером став Хаято Дате, а продюсерами виступили компанії Studio Pierrot та TV Tokyo. Сюжет екранізації практично ідентичний сюжету оригінального твору. Остання, 220-а, серія була показано 8 лютого 2007 року. Перші 135 серій є адаптацією перших 27 томів манґи, тоді як інші 80 — філлери.
Аніме-адаптація виявилася такою ж успішною, як і оригінальна манґа. 2003 року «Наруто» посів 10-е місце у двадцятці найкращих аніме-серіалів за версією японського журналу «Animage», а серед 20-ти найкращих жіночих персонажів фігурували дві героїні «Наруто» — Хіната Х'юґа та Сакура Харуно. Роком пізніше серіал у цьому рейтингу опустився на одну позицію, але при цьому одна з його комедійних серій, присвячена спробам головних героїв дізнатися, що саме Какасі Гатаке приховує під маскою на обличчі, посіла 20-е місце в списку найцікавіших серій. У жовтні 2006 року серед телеглядачів каналу TV Asahi проводилося опитування з метою виявити 100 найкращих аніме, в якому «Наруто» посів 17-е місце. Серіал здобув премію на третьому фестивалі USTv Awards в Університеті Санто-Томас у Манілі (Філіппіни) у 2007 році, а у 2009 році знову виявився серед переможців, цього разу в категорії «Вибір студентів» університету. У США аніме «Наруто», як і манґа, також здобуло успіх. Оглядач газети «The Washington Times» навіть назвав його сенсацією у світі американської масової культури. Перший DVD-бокс з тринадцятьма серіями був номінований на премію American Anime Awards за найкращий дизайн. Він же став третім у рейтингу найпродаваніших аніме 2008 року, поступившись місце лише «Batman: Gotham Knight» і «Dragon Ball Z», а у 2009 році йому вдалося піднятися на другу сходинку. В Україні серіал транслювався на телеканалі QTV.

### Naruto: Shippuuden
Naruto: Shippuuden (яп. ナルト 疾風 伝, Наруто Сіппу:ден, «Наруто: Ураганні хроніки») — сиквел оригінального серіалу «Наруто», що виходив до 2017 року. Його сюжет продовжує екранізацію манґи з 28-го тому і далі. Показ серіалу розпочався 15 лютого 2007 року на телеканалі TV Tokyo. Починаючи з 8 січня 2009 року, канал щомісячно потоково передавав нові серії безпосередньо передплатникам. Кожна така серія стає доступна через годину після японської прем'єри і має англійські субтитри. Американська компанія Viz Media поширює ці ж серії безкоштовно, але через 7 днів після прем'єри. Вільно розповсюджувані серії мають в середньому 160 000 переглядів на тиждень.
Трансляцію в Україні здійснював канал QTV.

## OVA
Усього за мотивами «Наруто» створено дев'ять OVA. У першій з них, що отримала назву «Пошуки чотирилистої червоної конюшини» (яп. 紅き 四つ 葉 の クローバー を 探せ, Акакі ецуба але куро: ба: про сагасе), Наруто допомагає Конохамару, онуку третього хокаґе, відшукати чотирилисту конюшину, яка за повір'ями виконує будь-яке бажання. У другій, під назвою «Відчайдушна сутичка в селі Прихованого Водоспаду: я герой!» (яп. 滝 隠れ の 死闘 オレ が 英雄 だって ば よ! Такігакуре але сіто: — оре га ейю: даттебайо!), юні ніндзя під керівництвом Какащі Хатаке супроводжують додому главу сусіднього селища. Прем'єри цих OVA відбулися на японських фестивалях Jump Festa 2003 і 2004 років, проведених журналом «Shonen Jump», пізніше перша і друга OVA також були випущені на DVD. Третя, «Великий спортивний фестиваль Конохи» (яп. 木 ノ 葉 の 里 の 大 運動会 Конохи але Сато але дай ундо: кай), являє собою десятихвилинний мультфільм, насичений туалетним гумором. За сюжетом, Наруто бере участь у спортивних змаганнях, впродовж яких ніяк не може потрапити до вбиральні, оскільки йому постійно заважають його товариші або власні помилки. Ця OVA примітна також тим, що в ній хоча б на кілька секунд з'являються практично всі персонажі серії, як загиблі, так і живі на момент випуску мультфільму: переважно вони представлені стоять в гігантській черзі в туалет. «Великий спортивний фестиваль Конохи» вийшов одночасно з першим анімаційним фільмом, а в американському виданні поставлявся з першим фільмом в колекційному виданні. Четверта OVA, звана «Нарешті сутичка: джонін проти генінів, великий бійцівський турнір» (яп. ついに 激突! 上 忍 VS 下 忍! 无差别 大乱 戦 大会 开 催! Цуйні гекітоцу! Дзе: нин тай генін! Мусабецу дайрансен Тайкан кайсай !!?), оповідає про нові змагання між ніндзя, організованому в Коносі. Диск з цією OVA йшов як бонус до японського видання гри Naruto: Ultimate Ninja 3 на PlayStation 2. П'ята OVA під назвою «Вища школа Конохи» вийшла 6 лютого 2008 року. Шоста OVA під назвою «Перетин доріг» (яп. ザ クロス ローズ Дза куросу ро: ДЗУ?, «The crossroads»), представлена восени на фестивалі Jump Super Anime Tour 2009, концентрується на Саске під час його навчання разом з товаришами в команді № 7. Сьома OVA під назвою «Джин і три бажання», що вийшла разом з сьомим фільмом, оповідає про сутичку генінів за заволодіння чарівною лампою. Восьма OVA — це музичне доповнення до серіалу, що оповідає про дружбу і ворожнечі Наруто і Саске, а також про їхню майбутню битву. Остання, дев'ята OVA розповідає про битву Наруто і Конохамару на іспиті на звання чюніна, на якому був присутній Гаара.

## Фільми
За мотивами «Наруто» було зроблено одинадцять повнометражних анімаційних фільмів. Сюжет перших трьох розгортається в рамках першої частини серіалу, тоді як решта засновані на «Naruto: Shippuuden»:
1. У першому фільмі, прем'єра якого в Японії відбулася 21 серпня 2004 року, розповідається про подорож Наруто, Сакури, Саске і їхнього сенсея Какаші Хатаке в країну Снігу. Як бонус до DVD з цим фільмом була випущена OVA «Великий спортивний фестиваль Конохи». 2007 року фільм був переведений і виданий у США.
2. Після нього вийшло аніме «Примарні руїни в надрах землі», де Наруто, Сакура і їх товариш Шикамару Нара виконують чергову місію і виявляються залучені у військовий конфлікт з селищем Піску.
3. Третій фільм «Бунт звірів на острові Місяця» випустили 5 серпня 2006 року. Згідно із сюжетом, Наруто, Сакура та їхній приятель Рок Лі під керівництвом Какаші захищають майбутнього принца острова Місяця, Хікару Цукі. Влітку 2008 року компанія Sony видала всі три фільми окремим DVD-боксом.

«Naruto: Shippuuden»:
1. Четвертий фільм, або ж перший, зроблений за мотивами «Naruto: Shippuuden», вийшов 4 серпня 2007 року. У ньому Наруто захищає працівницю святилища, на ім'я Сіон, яку починають відвідувати видіння смертей людей, що її оточують та захищають.
2. Прем'єра п'ятої частини, «Ураганні хроніки: Узи», відбулася 2 серпня 2008 року. У нього невідомі ніндзя атакують селище Листя, і для його захисту Наруто та Саске об'єднують свої зусилля.
3. Шосте повнометражне аніме, «Ті, що успадкували дух вогню», було показано на екранах 1 серпня 2009 року. Згідно із сюжетом, у прихованих селищах починають пропадати ніндзя, що володіють генетично успадкованими техніками. В організації викрадень підозрюють селище Прихованого Листя, і її глава Цунаде намагається довести свою невинність.
4. Прем'єра сьомого повнометражного аніме «Загублена вежа» відбулася 31 липня 2010 року.
5. Восьмий фільм, «Кривава в'язниця» вийшов 30 липня 2011 року.
6. Дев'ятий фільм під назвою «Шлях ніндзя» вийшов 28 липня 2012 року. Фільм сюжетно пов'язаний з 271 серією «Naruto: Shippuuden», також в серії появляється постер фільму.
7. Десятий фільм має назву «Наруто: Останній фільм» — 6 грудня 2014 року.

Останній — одинадцятий фільм, вже розказує про іншого головного героя, а саме сина Наруто і Хінати — Боруто. Дата випуску — 7 серпня 2015 року.

## Професійний дубляж українською
З 25 квітня 2025 року аніме-серіал «Наруто» став доступним на платформі SWEET.TV з повним професійним українським дубляжем.
Над дубляжем працює студія SweetSoundStudio. Озвучення серіалу ведуть 13 акторів. Наруто озвучує Кирило Татарченко (дублював Адама у серіалі «Юнацтво»). Також серед акторів дубляжу є Андрій Альохін, відомий своєю роллю Олафа в «Крижаному серці».

## Музика
Музичні теми для аніме «Наруто» були створені композитором Тосіо Масудом. Перший диск під назвою «Naruto Original Soundtrack» був виданий 3 квітня 2003 року і містив 27 треків з першого сезону аніме. Другий, «Naruto Original Soundtrack II», вийшов 18 березня 2004 року і складався з 19 композицій. Третій, «Naruto Original Soundtrack III», що містив 23 треки, видано 27 квітня 2005 року.
Два диски, що містять всі початкові й завершальні теми з аніме, вийшли 17 листопада 2004 і 2 серпня 2006 під назвами Naruto: Best Hit Collection і Naruto: Best Hit Collection II відповідно. Одна з закриваючих тем, композиція «Wind» виконавця Акебосі, у 2002 році посіла 10-е місце у двадцятці найкращих аніме-пісень за версією журналу «Animage», а рік потому початкова тема «Kanashimi wo Yasashisa ni» опинилася в цьому списку на 11-му місці. З усіх композицій серіалу були відібрані вісім і випущені як «Naruto in Rock-The Very Best Hit Collection Instrumental Version-» 19 грудня 2007 року. Також свій саундтрек-альбом вийшов і до кожного з трьох повнометражних фільмів. Крім того, були записані різні аудіопостановки.
Саундтрек до «Naruto: Shippuuden» створений Ясухару Таканасі. Перший диск, «Naruto Shippuuden Original Soundtrack» вийшов 9 грудня 2007 року. CD «Naruto All Stars» випущено 23 липня 2008 року і складається з реміксів 10 пісень оригінального серіалу, виконаних його героями. До трьох фільмів сиквелу також були видані саундтрек-альбоми.
| Список музичних альбомів «Наруто» | Список музичних альбомів «Наруто»                                | Список музичних альбомів «Наруто» | Список музичних альбомів «Наруто» | Список музичних альбомів «Наруто» | Список музичних альбомів «Наруто» |
| №                                 | Назва                                                            | Композитор                        | Дата випуску                      | Дисків/треків                     | Видавник                          |
| --------------------------------- | ---------------------------------------------------------------- | --------------------------------- | --------------------------------- | --------------------------------- | --------------------------------- |
| 1                                 | OST 1                                                            | Тосіо Масуда                      | 19 березня 2003                   | 1/22                              | SME Visual Works                  |
| 2                                 | OST 2                                                            | Тосіо Масуда                      | 10 березня 2004                   | 1/19                              | Aniplex                           |
| 3                                 | OST 3                                                            | Тосіо Масуда                      | 27 квітня 2005                    | 1/23                              | Aniplex                           |
| 4                                 | Shippuuden OST                                                   | Ясухару Таканасів                 | 19 грудня 2007                    | 1/28                              | Aniplex                           |
| 5                                 | Dai Katsugeki OST (фільм 1)                                      | Тосіо Масуда                      | 18 серпня 2004                    | 1/20                              | Aniplex                           |
| 6                                 | Dai Gekitotsu OST (фільм 2)                                      | Тосіо Масуда                      | 24 серпня 2005                    | 1/41                              | Aniplex                           |
| 7                                 | Dai Koufun OST (фільм 3)                                         | Тосіо Масуда                      | 23 серпня 2006                    | 1/29                              | Aniplex                           |
| 8                                 | Shippuuden Movie OST (фільм 4)                                   | Ясухару Таканасі                  | 1 серпня 2007                     | 1/32                              | Aniplex                           |
| 9                                 | Shippuuden Kizuna OST (фільм 5)                                  | Ясухару Таканасі                  | 30 липня 2008                     | 1/29                              | Aniplex                           |
| 10                                | Shippuuden Hi no Ishi wo Tsugu Mono OST (фільм 6)                | Ясухару Таканасі                  | 29 липня 2009                     | 1/36                              | Aniplex                           |
| 11                                | Best Hit Collection                                              | —                                 | 17 листопада 2004                 | 1/9                               | Aniplex                           |
| 12                                | Naruto In Rock The Very Best Hit Collection Instrumental Version | —                                 | 19 грудня 2007                    | 1/8                               | Aniplex                           |
| 13                                | Naltimate Hero Best Sound                                        | —                                 | 20 лютого 2008                    | 2/36                              | Aniplex                           |
| 14                                | Shippuuden Naltimate Accel Best Sound                            | —                                 | 23 січня 2008                     | 2/37                              | Aniplex                           |
| 15                                | Super Hits 2006—2008                                             | —                                 | 23 липня 2008                     | 1/12                              | Aniplex                           |
| 16                                | All Stars                                                        | —                                 | 23 липня 2008                     | 1/10                              | Aniplex                           |
| 17                                | Best Hit Collection 2                                            | —                                 | 23 липня 2008                     | 1/13                              | Aniplex                           |
| 18                                | Non-stop Naruto                                                  | —                                 | 29 липня 2009                     | 1/33                              | Aniplex                           |
| 19                                | Konoha Spirits (Naruto: Uzumaki Chronicles 2) Game OST           | —                                 | 8 листопада 2006                  | 1/24                              | Aniplex                           |

| Список синглів і мініальбомів | Список синглів і мініальбомів | Список синглів і мініальбомів | Список синглів і мініальбомів | Список синглів і мініальбомів | Список синглів і мініальбомів | Список синглів і мініальбомів | Список синглів і мініальбомів | Список синглів і мініальбомів |
| №                             | №                             | Назва                         | Виконавець                    | Приналежність                 | Відкр./закр. тема             | Дата випуску                  | Дисків/треків                 | Видавець                      |
| ----------------------------- | ----------------------------- | ----------------------------- | ----------------------------- | ----------------------------- | ----------------------------- | ----------------------------- | ----------------------------- | ----------------------------- |
|                               | 1                             | R★O★C★K★S                     | Hound Dog                     | Naruto                        | Відкр.                        | 20 листопада 2002             | 1/2                           | Sony Music House              |
|                               | 2                             | Haruka Kanata                 | Asian Kung-Fu Generation      | Naruto                        | Відкр.                        | 23 квітня 2003                | 1/6                           | Ki/oon Records                |
|                               | 3                             | Kanashimi wo Yasashisa ni     | Little by Little              | Naruto                        | Відкр.                        | 17 грудня 2003                | 1/4                           | Sony Record                   |
|                               | 4                             | GO!!!                         | FLOW                          | Naruto                        | Відкр.                        | 28 квітня 2004                | 1/5                           | Ki/oon Records                |
|                               | 5                             | Seishun Kyousoukyoku          | Sambomaster                   | Naruto                        | Відкр.                        | 1 грудня 2004                 | 1/4                           | wint                          |
|                               | 6                             | No Boy No Cry                 | Stance Punks                  | Naruto                        | Відкр.                        | 13 червня 2005                | 1/3                           | Epic Record Japan             |
|                               | 7                             | Namikaze Satellite            | Snowkel                       | Naruto                        | Відкр.                        | 1 січня 2006                  | 1/3                           | Sony Music Entertainment      |
|                               | 8                             | Re: member                    | FLOW                          | Naruto                        | Відкр.                        | 31 травня 2006                | 1/5                           | Sony Music Entertainment      |
|                               | 9                             | Yura Yura                     | Hearts Grow                   | Naruto                        | Відкр.                        | 6 грудня 2006                 | 1/3                           | Sony Music Entertainment      |
|                               | 10                            | Wind                          | Акебосі                       | Naruto                        | Закр.                         | 8 серпня 2002                 | 1/4                           | Da Lemans Records             |
|                               | 11                            | Harmonia                      | Rythem                        | Naruto                        | Закр.                         | 21 травня 2003                | 1/4                           | Sony Music Associated Records |
|                               | 12                            | Viva★Rock                     | Orange Range                  | Naruto                        | Закр.                         | 26 травня 2006                | 1/5                           | Sony Record                   |
|                               | 13                            | Alive                         | Raiko                         | Naruto                        | Закр.                         | 18 лютого 2004                | 1/5                           | Sony Music Associated Records |
|                               | 14                            | Ima Made Nando mo             | The Massmissile               | Naruto                        | Закр.                         | 19 травня 2004                | 1/3                           | Sony Record                   |
|                               | 15                            | Ryuusei                       | TiA                           | Naruto                        | Закр.                         | 4 серпня 2004                 | 1/3                           | wint                          |
|                               | 16                            | Mountain a Go Go Two          | Captain Strydom               | Naruto                        | Закр.                         | 3 листопада 2004              | 1/3                           | wint                          |
|                               | 17                            | Hajimete Kimi to Shabetta     | Gagaga SP                     | Naruto                        | Закр.                         | 2 лютого 2005                 | 1/3                           | wint                          |
|                               | 18                            | Nakushita Kotoba              | No Regret Life                | Naruto                        | Закр.                         | 8 червня 2005                 | 1/3                           | wint                          |
|                               | 19                            | Speed                         | Analog Fish                   | Naruto                        | Закр.                         | 3 серпня 2005                 | 1/4                           | wint                          |
|                               | 20                            | Soba ni Iru Kara              | Amadori                       | Naruto                        | Закр.                         | 16 листопада 2005             | 1/4                           | wint                          |
|                               | 21                            | Parade                        | Chaba                         | Naruto                        | Закр.                         | 22 лютого 2006                | 1/3                           | wint                          |
|                               | 22                            | Yellow Moon                   | Акебосі                       | Naruto                        | Закр.                         | 19 квітня 2006                | 1/6                           | Sony Music Entertainment      |
|                               | 23                            | Pinocchio                     | Ore Ska Band                  | Naruto                        | Закр.                         | 19 липня 2006                 | 1/6                           | Sony Music Associated Records |
|                               | 24                            | Scenario                      | Saboten                       | Naruto                        | Закр.                         | 20 грудня 2006                | 1/4                           | Sony Music Entertainment      |
|                               | 25                            | Hero's Come Back!!            | nobodyknows+                  | Shippuuden                    | Відкр.                        | 25 квітня 2007                | 1/4                           | Sony Music Entertainment      |
|                               | 26                            | distance                      | Long Shot Party               | Shippuuden                    | Відкр.                        | 23 січня 2008                 | 1/4                           | Sony Music Entertainment      |
|                               | 27                            | Blue Bird                     | Ikimonogakari                 | Shippuuden                    | Відкр.                        | 9 липня 2008                  | 1/3                           | Sony Music Entertainment      |
|                               | 28                            | Closer                        | Дзьо Іноуе                    | Shippuuden                    | Відкр.                        | 8 листопада 2006              | 1/5                           | Sony Music Entertainment      |
|                               | 29                            | Hotaru no Hikari              | Ikimonogakari                 | Shippuuden                    | Відкр.                        | 15 липня 2009                 | 1/3                           | Sony Music Entertainment      |
|                               | 30                            | Sign                          | FLOW                          | Shippuuden                    | Відкр.                        |                               | --                            |                               |
|                               | 31                            | Toumei Datta Sekai            | Motohiro Hata                 | Shippuuden                    | Відкр.                        |                               | --                            |                               |
|                               | 32                            | Diver                         | Nico Touches The Walls        | Shippuuden                    | Відкр.                        | 7 листопада 2010              | 1/1                           | Sony Music Entertainment      |
|                               | 33                            | Lovers                        | Seven Oops                    | Shippuuden                    | Відкр.                        |                               | --                            |                               |
|                               | 34                            | Nagareboshi ~Shooting Star~   | Home Made Kazoku              | Shippuuden                    | Закр.                         | 7 березня 2007                | 1/3                           | KRE                           |
|                               | 35                            | Michi ~ to you all            | Alüto                         | Shippuuden                    | Закр.                         | 11 липня 2007                 | 1/4                           | Sony Music Associated Records |
|                               | 36                            | Kimi Monogatari               | Little by Little              | Shippuuden                    | Закр.                         | 5 грудня 2007                 | 1/4                           | Sony Music Entertainment      |
|                               | 37                            | Mezamero! Yasei               | Matchy, Question?             | Shippuuden                    | Закр.                         | 23 січня 2008                 | 1/4                           | Sony Music Entertainment      |
|                               | 38                            | Sunao na Niji                 | Surface                       | Shippuuden                    | Закр.                         | 30 квітня 2008                | 1/4                           | Sony Music Entertainment      |
|                               | 39                            | Broken Youth                  | Nico Touches the Walls        | Shippuuden                    | Закр.                         | 13 серпня 2008                | 1/3                           | Sony Music Entertainment      |
|                               | 40                            | Long Kiss Good Bye            | Halcali                       | Shippuuden                    | Закр.                         | 12 листопада 2008             | 1/3                           | Sony Music Entertainment      |
|                               | 41                            | Bacchikoi!                    | Dev Parade                    | Shippuuden                    | Закр.                         | 11 березня 2009               | 1/2                           | Sony Music Entertainment      |
|                               | 42                            | Shinkokyuu                    | Super Beaver                  | Shippuuden                    | Закр.                         | 3 червня 2009                 | 1/4                           | Sony Music Entertainment      |
|                               | 43                            | My Answer                     | Seamo                         | Shippuuden                    | Закр.                         | 19 серпня 2009                | 1/6                           | BMG JAPAN Inc.                |
|                               | 41                            | Home Sweet Home               | Yuki                          | фильм 1                       | —                             | 18 серпня 2004                | 1/3                           | Epic Record Japan             |
|                               | 42                            | Ding! Dong! Dang!             | Tube                          | фільм 2                       | —                             | 10 серпня 2005                | 1/2                           | wint                          |
|                               | 43                            | Naruto Ondo, Oh! Enka         | Дзюнко Такэути                | фільм 2                       | —                             | 3 серпня 2005                 | 1/4                           | Aniplex                       |
|                               | 44                            | Tsubomi                       | Maria                         | фільм 3                       | —                             | 26 липня 2006                 | 1/3                           | Sony Record                   |
|                               | 45                            | Lie-Lie-Lie                   | Dj Ozma                       | фільм 4                       | —                             | 6 серпня 2007                 | 1/4                           | EMI Music Japan               |
|                               | 46                            | No Rain, No Rainbow           | Home Made Kazoku              | фільм 5                       | —                             | 23 липня 2008ja               | 1/3                           | Sony Music Entertainment      |
|                               | 47                            | Dareka ga                     | Puffy                         | фільм 6                       | —                             | 29 липня 2009                 | 1/2                           | Sony Music Entertainment      |
|                               | 48                            | Gyu-Ru-Ru                     | Дзюнко Такеуті                | OVA 3                         | —                             | 18 серпня 2004                | 1/2                           | Aniplex                       |

## Ранобе
Існує вісім романів (ранобе) авторства Масатосі Кусакабе, випущених видавництвом «Shueisha». Перший з них оснований на чотирьох початкових томах манґи, інші є адаптаціями анімаційних фільмів за серією «Наруто». Два романи перекладені англійською мовою та опубліковані видавництвом Viz Media. Крім перекладів, Viz Media випускає короткі оповідання авторства Трейсі Вест (англ. Tracey West), розраховані на дітей 7-10 років і є адаптаціями манґи. На вересень 2009 року було випущено 10 таких оповідань, що називаються «Naruto Chapter Books».
Нижче перераховані японські лайт-новели та дати їх виходу:
- «Наруто: безневинна дитина, демон по крові» (яп. NARUTO — ナルト — 白 の 童子, 血 風 の 鬼 人?) — 16 грудня 2002 (заголовок в англійському перекладі: «Naruto: Innocent Heart, Demonic Blood» (Наруто: невинне серце, демонічна кров));
- «Відчайдушна сутичка в селищі Прихованого Водоспаду: я герой!» (Яп. NARUTO — ナルト — 滝 隠れ の 死闘 オレ が 英雄 だって ば よ?!) — 15 грудня 2003 (заголовок в англійському перекладі: «Naruto: Mission: Protect the Waterfall Village!» (Наруто: місія: захистити селище Водоспаду!));
- «Грандіозна сцена: книга мистецтв ніндзя, що належить принцесі країни Снігу» (яп. 剧场版 NARUTO — ナルト — 大 活 剧! 雪 姫 忍 法帖 だって ば よ!?!) — 23 серпня 2004;
- «Грандіозний конфлікт: примарні руїни в надрах землі» (яп. 剧场版 NARUTO — ナルト — 大 激 突! 幻 の 地底 遺跡 だって ば よ!?!) — 22 серпня 2005;
- «Грандіозний переполох: бунт звірів на острові Місяця» (яп. 剧场版 NARUTO — ナルト — 大 兴奋! みか づき 島 の アニマル 騒動 だって ば よ?) — 7 серпня 2006;
- «Ураганні хроніки, фільм перший» (яп. 剧场版 NARUTO — ナルト — 疾风 伝?) — 6 серпня 2007;
- «Ураганні хроніки 2: Узи» (яп. 剧场版 NARUTO-ナルト — 疾风 伝 绊?) — 4 серпня 2008;
- «Ураганні хроніки 3: успадкований дух вогню» (яп. 剧场版 NARUTO-疾風 伝 火 の 意志 を 継ぐ 者?) — 3 серпня 2009.

## Графічні альбоми та енциклопедії
Видавництво Shueisha випустило два графічні альбоми та чотири енциклопедії, засновані на серії «Наруто». Альбоми містять зображення героїв першої та другої частин манґи відповідно. В енциклопедіях з вигаданого світу присутні описи персонажів, їхніх технік, а також начерки авторства Масаші Кішімото, причому перші три енциклопедії присвячені першій частині манги, а остання — другий. Крім цього, існує книга-розмальовка під назвою «Paint Jump: Art of Naruto», що показує, як автор манґи малює і розфарбовує своїх героїв, і три енциклопедії з аніме-серіалу, що описують процес створення серій та пояснюють особливості дизайну персонажів. Ці енциклопедії, що охоплюють серії з 1-ї по 135-ю, перекладені англійською мовою видавництвом Viz Media.
Графічні альбоми:
- The Art of Naruto: Uzumaki (яп. NARUTO-ナルト-岸本斉史画集 UZUMAKI Naruto — Кісімото Масасі гасю: — Uzumaki?, Наруто — збірник малюнків Масасі Кісімото — Узумакі) — вийшов в Японії 2 червня 2004 року. У США виданий видавництвом Viz Media 25 вересня 2007 року.
- Naruto (яп. NARUTO-ナルト-イラスト集 NARUTO Naruto — ірасуто сю: — Naruto?, Наруто — збірник ілюстрацій — Наруто) — вийшов 3 червня 2009 року.

Енциклопедії:
- Hiden: Rin no Sho Character Official Data Book (яп. 秘伝・臨の書 — キャラクターオフィシャルデータBOOK?) — вийшов в Японії 4 липня 2002 року.
- Hiden: Hei no Sho Official Fan Book (яп. 秘伝・兵の書 — オフィシャルファンBOOK?) — крім інформації про світ і персонажів містить малюнки фанатів та главу манґи, створену спеціально для цієї енциклопедії. Випущений 4 жовтня 2002 року в Японії і 19 лютого 2008 року в США під заголовком «Naruto: The Official Fanbook».
- Hiden: Tō no Sho Character Official Data Book (яп. 秘伝・闘の書 — キャラクターオフィシャルデータBOOK?) — вийшов 4 травня 2005 року.
- Hiden: Sha no Sho Character Official Data Book (яп. 秘伝・者の書 — キャラクターオフィシャルデータBOOK?) — вийшов 4 жовтня 2008 року.

## Відеоігри
Відеоігри із серії «Наруто» випускалися для різних консолей від таких виробників як Nintendo, Sony та Microsoft. Велика частина ігор виходила тільки в Японії і являє собою файтинги, в яких гравець, керуючи одним з персонажів серії, повинен перемогти іншого персонажа, керованого комп'ютером або іншим гравцем — залежно від режиму гри. Спеціальні прийоми в кожного героя свої, засновані на техніках, які він використовує в аніме і манзі. Першою грою за серією «Наруто» стала відеогра «Naruto: Konoha Ninpouchou», випущена 27 березня 2003 для консолі WonderSwan Color. Першими іграми, випущеними за межами Японії, є серії «Naruto: Gekitou Ninja Taisen» та «Naruto: Saikyou Ninja Daikesshu», також знані як «Naruto: Clash of Ninja» та «Naruto: Ninja Council». Першою грою за мотивами «Наруто», створеною не в Японії, стала «Naruto: Rise of a Ninja» для платформи Xbox 360, розроблена компанією Ubisoft Montreal і випущена 30 жовтня 2007. Існує її сиквел — «Naruto: The Broken Bond».
«Clash of Ninja», «Ninja Council», а також «Naruto: Ultimate Ninja» — найбільші ігрові лінійки, які нараховують понад п'ять ігор. Три відеогри входять до серії «Naruto: Path of the Ninja» і по дві — до «Naruto: Uzumaki Chronicles» та «Naruto: Ninja Destiny» для Nintendo DS. Крім того, персонажі «Наруто» фігурують у грі «Battle Stadium DON», розробленої компанією Namco Bandai, а також у файтингах «Jump Super Stars» та «Jump Ultimate Stars» разом з іншими персонажами різноманітної манґи журналу «Shonen Jump».